# José Antonio Ñíguez
José Antonio Ñíguez Vicente, meglio conosciuto come Boria, (Elche, 30 settembre 1962) è un ex calciatore spagnolo, di ruolo attaccante.

## Biografia
I figli Saúl, Aarón e Jonathan sono anch'essi calciatori.